# Виски Ромео Зулу
«Виски Ромео Зулу» (исп. Whisky Romeo Zulú, также известен как WRZ, см. Фонетический алфавит) — аргентинский полудокументальный драматический триллер 2004 года. Режиссёрский дебют аргентинского актёра итальянского происхождения Энрике Пиньейро, который также исполнил главную роль и участвовал в написании сценария к фильму. Премьерный показ фильма произошёл 10 сентября 2004 года на кинофестивале в Торонто; премьера в Аргентине состоялась 21 апреля 2005 года.
Энрике Пиньейро в прошлом 11 лет отработал пилотом в аргентинской авиакомпании LAPA, прежде чем уволиться из неё в июне 1999 года; используя свой лётный опыт, режиссёр постарался донести до зрителей, как политика руководства данной компании в итоге привела к авиакатастрофе. Само название фильма образовано прочтением регистрационного номера разбившегося самолёта (LV-WRZ) на фонетическом алфавите ИКАО: Лима Виктор — Виски Ромео Зулу, при этом две первые буквы (LV) обозначают аргентинскую регистрацию самолёта.

## Сюжет
Слоган: «Прогнившая компания. Человек, который сопротивлялся. Реальная история.» (исп. Una sociedad corrupta. Un hombre que resistió. Una historia real.)
Окружной прокурор, расследуя авиационное происшествие с самолётом компании LAPA, прослушивает данные с речевого самописца. На записи пилоты после зачитывания чек-листа начинают выполнять разгон, когда в кабине раздаётся чётко слышимый сигнал предупреждения о невзлётной конфигурации самолёта, но экипаж почему-то его игнорирует. Прокурор начинает изучать документы и обнаруживает отдельные нарушения в работе авиакомпании. Однако затем следователи сталкиваются с трудностями, так как им «вставляют палки в колёса», а одной ночью прокурор пережил покушение на убийство. Всё это намекает, что причины авиапроисшествия надо искать куда глубже. Однажды в дверях его кабинета появляется человек (в титрах указан как «Т») с пачкой документов, из которых прокурор понимает, что найденные им нарушения лишь вершина айсберга.
Т в прошлом был пилотом компании-лоукостера LAPA и даже успел дослужиться до командира, несмотря на возражения его отца, когда-то потерявшего своих родителей в авиакатастрофе. LAPA переживает рост в условиях острой конкуренции, но при этом сама не поспевает за своим ростом, из-за чего пилоты имеют значительные переработки, а то и не могут даже уйти в отпуск по несколько лет. К тому же руководство начинает экономить на всём, вплоть до мелочей, в том числе пустые огнетушители на борту уже стали нормой, а инструкции по выполнению полётов предоставляют на оригинальном английском языке, прекрасно зная, что не все пилоты им владеют. При этом, с целью недопущения сокращения штата лётных экипажей, многим пилотам «помогают» пройти проверку на тренажёре, в том числе и одному из друзей главного героя — Гонсало, который из-за кредита вынужден «цепляться» за должность командира самолёта и по сути превратился в марионетку в руках начальства. Помимо этого, самолёты эксплуатируются с отказами, едва не выходящими за перечень минимального рабочего оборудования, а техники совсем не спешат эти неисправности устранять, чтобы избежать длительных простоев воздушных судов, вместо этого зачастую подделывая документы о выполнении ремонта.
Став командиром самолёта, Т уже в первом полёте в новой должности обнаруживает, что не может найти радиомаяк Мендосы (вероятно, был отключён из-за долгов за электричество), из-за чего был вынужден уйти на запасный аэродром в Кордову, за что получил предупреждение от руководства. В следующий раз во время полёта на самолёте, где постоянно выскакивала ложная информация о пожаре в ВСУ, Т во время очередного такого сообщения запрашивает экстренную посадку в аэропорту вылета и даже просит подогнать аварийные службы, чем снова злит Старшего пилота. Постепенно Т начинает свыкаться с существующим положением вещей и уже более терпимо летает на заведомо неисправных авиалайнерах, пока однажды в одном из рейсов не обнаруживается дефект, едва не приведший к разрушению лайнера в воздухе, а затем достался самолёт, на котором отказали несколько навигационных приборов, при этом техники отказывались их ремонтировать. Главный герой было отменил рейс, заявив, что не может в таких условиях отвечать за жизни людей на борту, на что компания спешно поменяла лётный экипаж на новый во главе с Гонсало.
Тогда от отчаяния Т пишет донесение на имя Старшего пилота, что такая политика компании рано или поздно приведёт к трагедии, после чего рассылает копии ещё нескольким людям. Написанный им текст производит резонанс, а информация о положении дел доходит даже до Северной Америки и об этом пишет The New York Times. В результате Т отстраняют от полётов до конца месяца, а затем психолог при очередном медосмотре отстраняет его ещё на полгода. Вскоре у компании меняется руководство, которое согласно вернуть главного героя к полётам, но с условием, чтобы он написал новое письмо, где бы смягчил, а фактически опроверг описанные им ранее нарушения в работе авиакомпании. Ситуация для Т осложняется тем, что новым менеджером по связям становится Марселла Фаббри — его школьная любовь. Марселла замужем за другим мужчиной, но всё ещё испытывает тёплые чувства к главному герою. Однако тот сообщает, что не будет писать опровержения, а после тет-а-тет пытается объяснить любимой женщине всю опасность нынешнего положения вещей, но Марселла в попытке сохранить компанию лишь разругалась с ним, заявив, что между ними всё кончено.
Фактически главный герой оказывается один против системы, так как его школьная любовь, коллеги и даже друзья отворачиваются от него, поэтому в июне 1999 года Т увольняется из LAPA. Спустя пару месяцев, 31 августа 1999 года экипаж во главе с Гонсало на борту самолёта WRZ выполняет обычный рейс MJ-3142 «Буэнос-Айрес — Кордова», когда во время взлёта раздаётся очередной сигнал предупреждения. По аналогии с притчей о пастухе и волках, о чём и предупреждал Т, пилоты привычно игнорируют этот сигнал, не подозревая, что он уже настоящий. Менее чем через минуту происходит одна из страшнейших катастроф в истории аргентинской авиации — крушение Boeing 737 в Буэнос-Айресе.
Финальные титры повествуют, что прокурор сумел привлечь к суду руководство авиакомпании и руководство аргентинских ВВС, создав беспрецедентный случай в истории гражданской авиации.

## В ролях

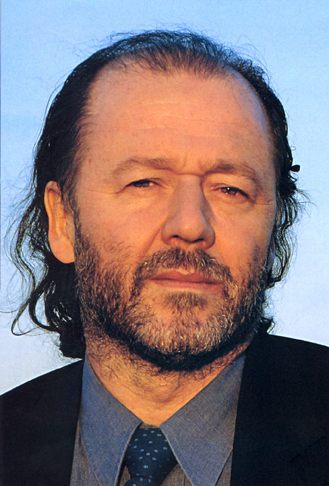
Создатель фильма Энрике Пиньейро

| Актёр             | Роль                                |
| ----------------- | ----------------------------------- |
| Энрике Пиньейро   | Т                                   |
| Мерседес Моран    | Марселла Фаббри                     |
| Алехандро Авада   | Гонсало (прототип — Густаво Вейгел) |
| Адольфо Янельи    | прокурор                            |
| Карлос Порталуппи | Гордо                               |
| Мартин Слипак     | Т в детстве                         |

## Создание
Как утверждал в интервью Энрике Пиньейро, в бытность работы пилотом в LAPA он до увольнения неоднократно писал бумаги об опасной ситуации, которая сложилась внутри компании, что вопиющие нарушения в техобслуживании самолётов однажды приведут к трагедии. А в 1997 году на одно из его писем даже сослался The New York Times, что вызвало в компании переполох. В ту роковую ночь он сидел у друга, когда, просматривая телевизор, узнал из новостей, что самолёт компании LAPA при вылете из Буэнос-Айреса не смог взлететь, вместо этого, выкатившись с аэродрома и промчавшись через прилегающий проспект Костанера, врезался в газораспределительную станцию. В той катастрофе погибли 64 человека, в том числе оба пилота, которых Пиньейро хорошо знал; к тому же он дважды в месяц летал в Кордову к родителям, в том числе и данным рейсом. Вернувшись домой, Энрике три дня собирал имеющиеся у него документы, после чего отнёс их в суд. Спустя 10 месяцев был готов сценарий фильма, который был зарегистрирован в годовщину катастрофы рейса 3142 — 31 августа 2000 года.
Официальное расследование, проведённое аргентинскими ВВС, пришло к выводу, что виновниками катастрофы стали пилоты, выполнявшие взлёт с нарушениями и проигнорировавшие сигнал о невыпущенных закрылках, однако такое заключение многих не устроило, включая и Пиньейро, ведь причины были куда глубже. Данный фильм повествует вовсе не о катастрофе, которой уделено всего несколько минут в конце, он пытается объяснить зрителям не что нарушили пилоты, а почему они это сделали. Раскрывая психологию пилотов, в фильме объясняются мотивы, по которым эти люди продолжали работать на фактически «летающих гробах»: кто-то из любви к полётам, а кто-то из-за финансовых проблем. Также авторы вовсе не хотели, чтобы у зрителей возникла аэрофобия, они лишь показывают существовавшую на тот момент в стране опасность, когда ВВС управляли гражданской авиацией, а в самой компании LAPA процветала коррупция.
Съёмки фильма проходили в тайне и заняли 20 недель с перерывами. Даже в Аргентину вся съёмочная группа прибыла скрытно. Режиссёр хотел добиться от актёров максимальной достоверности, поэтому перед самим процессом съёмок раз за разом проходил с ними инструктажи, пока они не начинали делать всё на уровне автоматизма; в частности актрисе, играющей роль стюардессы, пришлось 150 раз закрывать дверь самолёта, чтобы в фильме вести себя как настоящая стюардесса, которая делает это раз за разом на протяжении уже нескольких лет. Сами съёмки проходили на настоящих тренажёрах и внутри реальных самолётов, причём создатели фильма отказались раскрывать, кто помог им в этом. Также нередко камеры приходилось маскировать. Этим и объясняется, почему у персонажей фильма вымышленные имена, либо их вовсе нет, в том числе главный герой обозначен в титрах как «Т».

## Награды

### Призы[3]
2004
- Международный кинофестиваль в Биаррице — «Лучший фильм»;
- Гаванский кинофестиваль — «Лучший игровой фильм-дебют»;
- Международный фестиваль независимого кино в Буэнос-Айресе — «Лучший фильм», «Приз зрительских симпатий», национальный фильм, премия SIGNIS;
- Международный кинофестиваль в Винья-дель-Маре — «Лучший актёр»;
- Багамский международный кинофестиваль — премия «Дух Свободы», специальная премия жюри.

2005
- Латиноамериканский фестиваль кино и видео — специальная премия жюри; премия Ассоциации лучших кинокритиков;
- Латиноамериканский кинофестиваль в Льеде — «Лучший режиссёр».

### Номинации[3]
2006
- Аргентинская ассоциация кинокритиков — «Серебряный Кондор», «Лучшая работа художника» (Кристина Нигро), «Лучшая операторская работа» (Рамиро Сивита), «Лучший монтаж» (Якопо Квадри); «Лучший фильм-дебют» (Энрике Пиньейро), «Лучший оригинальный сценарий» (Энрике Пиньейро), «Лучший звук» (Маркос Де Агирр), «Лучший актёр второго плана» (Алехандро Авада)

## Влияние
После данного фильма НАСА пригласила Энрике Пиньейро, как эксперта по вопросам авиации и авиационной безопасности.